# Kyrkesund (målning)
Kyrkesund är en oljemålning av den svenske konstnären Karl Nordström från 1911. Målningen ingår sedan 1945 i Nationalmuseums samlingar i Stockholm. 
Målningen visar konstnärens hemtrakter i Kyrkesund vid Tjörn i Bohuslän. De flesta av fartygen ligger för ankar men en segelbåt är ensam på väg ut till havs genom Kyrkesund och förstärker den melankoliska stämningen.